# Cadarena
Cadarena is een monotypisch geslacht van vlinders uit de familie van de grasmotten (Crambidae), uit de onderfamilie van de Spilomelinae. Dit geslacht is voor het eerst beschreven door Frederic Moore in een publicatie uit 1886. De enige soort is binnen dit geslacht is Cadarena pudoraria.